# Unione Sportiva Imperia 1933-1934
Questa voce raccoglie le informazioni riguardanti l'Unione Sportiva Imperia nelle competizioni ufficiali della stagione 1933-1934.

## Rosa
| N. |                   | Ruolo | Calciatore          |
| -- | ----------------- | ----- | ------------------- |
|    | Italia (bandiera) | D     | Carlo Adorni        |
|    | Italia (bandiera) | A     | Angelo Arena        |
|    | Italia (bandiera) | P     | Francesco Arrigo    |
|    | Italia (bandiera) | D     | Giovanni Brezzi     |
|    | Italia (bandiera) | D     | Giordano Bruno      |
|    | Italia (bandiera) | C     | Egidio Cassini      |
|    | Italia (bandiera) | D     | Antonio Conterno    |
|    | Italia (bandiera) | C     | Ino Damonte         |
|    | Italia (bandiera) | C     | Marco Danroch       |
|    | Italia (bandiera) | A     | Giovanni De Maurizi |
|    | Italia (bandiera) | A     | Guido Fava          |
|    | Italia (bandiera) | A     | Gino Gabba          |
|    | Italia (bandiera) | D     | Giuseppe Gatti      |

| N. |                   | Ruolo | Calciatore         |
| -- | ----------------- | ----- | ------------------ |
|    | Italia (bandiera) | C     | Paolo Geanesi      |
|    | Italia (bandiera) | A     | Mario Ghiglione    |
|    | Italia (bandiera) | D     | Luigi Granara      |
|    | Italia (bandiera) | C     | Giuseppe Grosso II |
|    | Italia (bandiera) | A     | Benvenuto Lagorio  |
|    | Italia (bandiera) | A     | Ugo Magnetto       |
|    | Italia (bandiera) | C     | Pietro Repetto     |
|    | Italia (bandiera) | P     | Teresio Signori    |
|    | Italia (bandiera) | D     | Adriano Stegani    |
|    | Italia (bandiera) | A     | Cesare Testera     |
|    | Italia (bandiera) | A     | Antonio Verzetti   |
|    | Italia (bandiera) | D     | Angelo Casazza     |

## Calciomercato
| Cessioni | Cessioni       | Cessioni    | Cessioni   |
| R.       | Nome           | a           | Modalità   |
| -------- | -------------- | ----------- | ---------- |
| C        | Enrico Carzino | Pontedecimo | Definitivo |